# Ауюитсуп-Тасиа
Ауюитсуп-Тасиа (гренл. Aajuitsup Tasia, Aujuitsup Tasia) — олиготрофное ледниковое озеро в гренландской коммуне Кекката (ранее — Сисимиут).
Озеро имеет условно овальную форму, вытянуто с запада-юго-запада на восток-северо-восток на 9,5 километра, максимальная ширина достигает 1,7 километра, площадь — 13,5 км², наибольшая глубина — более 32 метров. Заметные географические объекты поблизости: ледник Расселл — в 2 километрах к востоку; река Акулиарусиарсууп-Кууа — в 2 километрах к югу; озеро Саннингасок — в 600 метрах к юго-западу; поселение Кангерлуссуак — в 10 километрах к юго-западу; сразу к северо-востоку от озера начинается нагорье Исуннгуа.
Берега озера пустынны и необитаемы, никаких зданий и сооружений нет, лишь вдоль юго-восточного берега проходит узкая гравийная дорога. Ауюитсуп-Тасиа является популярным местом для походов.